# Gleirsch-Halltal-Kette
Die Gleirsch-Halltal-Kette ist eine Kette des Karwendels in den Nördlichen Kalkalpen. Sie folgt südlich auf die Hinterautal-Vomper-Kette, der längsten Gebirgskette im Karwendel, und ist fast ebenso mächtig wie diese. Südlich der Stempeljochspitze schließt sie über das Stempeljoch (2215 m ü. A.) an die Nordkette an. Der Name der Bergkette leitet sich von folgenden beiden Tälern ab: dem Gleirschtal im Westen bzw. Südwesten und dem Halltal im Südosten.
Ihr höchster Gipfel ist der Große Bettelwurf (2726 m ü. A.), der 2200 m über das Inntal aufragt. Weitere bekannte Gipfel sind die beiden Eckpfeiler des Lafatscher Jochs (2081 m ü. A.), welches den einzigen Übergang vom Hinterautal zum Halltal bildet: die Speckkarspitze, der Kleine Lafatscher mit der berühmten Verschneidung und der Große Lafatscher. Von Scharnitz kann man den westlichen Eckpfeiler der Kette, den Hohen Gleirsch, durch das Gleirschtal gut erreichen. Die Gipfel im mittleren Teil der Gleirsch-Halltal-Kette zwischen Möslalm und Pfeishütte (Jägerkarspitzen, Praxmarerkarspitzen, Kaskarspitze, Sonntagkarspitze, Hintere Bachofenspitze) sind mühsam, teilweise weglos und mit leichter Kletterei im nicht immer festen Fels zu erreichen.
Auch bei der Gleirsch-Halltal-Kette zeigen sich die für die vier großen Karwendelketten typischen steilen Felsabbrüche nach Norden, die zum Teil mehrere hundert Meter senkrecht abfallen. Alle nennenswerten Gipfel werden aus Wettersteinkalk gebildet, der vorwiegend in der mittleren Trias in Lagunen und Riffbereichen entstanden ist. Nur das ganz östlich gelegene Walder Joch (1636 m ü. A.) besteht aus jurassischen Kalken und Hauptdolomit.
Wichtige Gipfel (dem Verlauf der Gebirgskette von Westen nach Osten folgend)
- Hoher Gleirsch (2492 m ü. A.)
- Oberer Sagkopf (2154 m ü. A.)
- Großer Katzenkopf (2531 m ü. A.)
- Äußere Riegelkarspitze (2407 m ü. A.)
- Innere Riegelkarspitze (2438 m ü. A.)
- Mittlere Jägerkarspitze (2608 m ü. A.)
- Hinterödkopf (2453 m ü. A.)
- Jägerkarlspitze (2470 m ü. A.)
- Westliche Praxmarerkarspitze (2642 m ü. A.)
- Östliche Praxmarerkarspitze (2638 m ü. A.)
- Kaskarspitze (2580 m ü. A.)
- Sonntagkarspitze (2575 m ü. A.)
- Hintere Bachofenspitze (2668 m ü. A.)
- Vordere Bachofenspitze (2663 m ü. A.)
- Rosskopf (2670 m ü. A.)
- Stempeljochspitze (2543 m ü. A.)
- Großer Lafatscher (2696 m ü. A.)
- Kleiner Lafatscher (2636 m ü. A.)
- Speckkarspitze (2621 m ü. A.)
- Signalkopf (2504 m ü. A.)
- Kleiner Bettelwurf (2650 m ü. A.)
- Großer Bettelwurf (2726 m ü. A.)
- Hohe Fürleg (2570 m ü. A.)
- Hundskopf (2243 m ü. A.)
- Walder Joch (1636 m ü. A.)